# Droga krajowa B46 (Austria)
Droga krajowa B46 (Staatzer Straße) – droga krajowa we wschodniej Austrii. Arteria zaczyna się na skrzyżowaniu z B7 ok. 20 km. na północ od miasta Wolkersdorf im Weinviertel. Trasa prowadzi w kierunku północno-zachodnim przez Mistelbach do Laa an der Thaya, gdzie krzyżuje się z Laaer Straße.